# Синдром орашчића
Синдром орашчића или феномен бубрежног орашчића је ретко васкуларно стање које директно утиче на леви бубрег. Настаје када се лева бубрежна вена, која одводи крв из левог бубрега у срце, укљешти између аорте (главне артерије у телу) и горње мезентеричне артерије (артерије која снабдева крвљу црева). Ова компресија може довести до различитих симптома који могу негативно утицати на свакодневни живот пацијента.
Иако је синдром орашћића одавно признати, са њима се по први пут могу сусрести лекари у различитим дисциплинама, при чему је разумевање овог ентитета јако ограничено. Пацијенти у било ком узрасту могу развити синдром орашћића. 
Хематурија, бол, варикозитет карлице и варикокела су најчешћи клинички знаци који би требало да изазову сумњу за дијагнозу. Синдром орашћића се обично дијагностикује коришћењем сликовних тестова као што су ултразвук, компјутеризована томографија (КТ) или магнетна резонантна томографија (МРТ).
Озбиљност клиничких симптома варира у зависности од стадијума патолошког процеса, а многи налази су неспецифични, стварајући преклапање са другим клиничким ентитетима. Недовољно познавање природе ових стања доводи до неизвесности у избору лечења и дијагностичким критеријумима. 
Иако су неки случајеви драматични они се могу  ефикасно лечити, док је препознавање других облика одложено, а терапија је неизвесна. Многи млади пацијенти су асимптоматски или имају бенигни клинички ток и могу прерасти своје симптоме. Они са озбиљним оштећењем или тешким симптомима могу имати користи од хируршке или интраваскуларне интервенције.

## Етимологија
Израз "синдром орашчића" је скован због сличности овог феномена изазазваног компресијом леве бубрежне вене са дејством крцкалице за разбијање орашастих производа.
Иако се термини синдром орашчића и феномен орашчића понекад користе наизменично у литератури, Шин и Ли наглашавају да анатомија орашчића није увек повезана са клиничким симптомима и да неки од анатомских налаза који упућују на синдром орашчића могу представљати нормалну варијанту или се разматрају под другим условима. Стога, термин синдром орашчића треба да буде резервисан за пацијенте са карактеристичним клиничким симптомима повезаним са видљивим морфолошким карактеристикама орашчића. Не постоји консензус о томе који симптоми су довољно јаки да оправдају одређивање клиничког синдрома или у којој мери различити налази могу једноставно да одражавају различите еволуционе фазе процеса. Због ових несигурности, неки аутори се фокусирају на карактеристичне анатомске и хемодинамске налазе, називајући их феномен орашчића, а не синдром орашчића.

## Етиологија
Специфични узрок синдрома орашчића варира од особе до особе. Док се неки људи рађају са овим стањем, други га развијају због промена у трбуху.
Синдром орашчића може да погоди било кога у било ком узрасту, али је најчешћи код одраслих жена између 20 и 40 година. Деца којима је дијагностиковано ово стање често имају мање изражене симптома него одрасли.
Важно је напоменути да синдром орашчића није везан за генетику, па се не може наследити.

### Фактори ризика
Неки услови који могу повећати шансу за развој синдрома орашчића су: 
- брз раст током пубертета
- тумори панкреаса
- тумори у слузници трбушног зида
- тешка доња кривина кичме
- низак индекс телесне масе (БМИ)
- нефроптоза
- анеуризма трбушне аорте
- брзе промене висине или тежине
- повећани лимфни чворови у трбуху
- трудноћа.

## Клиничка слика
Најчешћи симптоми синдрома орашчића, који могу варирати од благих до тешких укључују:
- крв у урину
- бол у карлици или стомаку
- протеина у урину, мерено од стране лекара
- бол током сексуалног односа
- бол у леђима, посебно на левој страни
- проширене вене у тестисима
- вртоглавица док стојите, али не и док седите

Важно је напоменути да синдром карличне конгестије, иако је самостално стање, може бити симптом синдрома орашчића, изазивајући симптоме као што су иритабилна бешика или црева и туп бол у карлици, првенствено након дугог стајања или током менструални циклус код жена.
У ретким случајевима, људи са синдромом орашчића не доживљавају никакве симптоме. Када се то догоди, познато је као „феномен орашчића“.

## Дијагноза
Дијагностику би требало започети код сумље на боле у левој страни слабина са појавом хематурије. Дијагностички тестови укључују 
- анализу урина,

- ултразвучни преглед, колор доплер скенирање,

- комјутеризована томографија  или магнетна резонантна ангиографија и флебографија леве бубрежне вене,

- манометрија.

Доплер сонографија је обично први алат за снимање, који може открити колатералне вене око ЛБВ, чије присуство одржава венску хипертензију и представља радиолошки критеријум за НЦС. 
„Златни стандард“ за дијагнозу остају флебографија, мерење интраваскуларног притиска и интраваскуларни ултразвук помоћу којих се може мерити градијент венског притиска између ЛБВ и доње шупље вене и пречник бубрежне вене. Пацијенти обично показују градијент притиска између ЛБВ/доње шупље вене који је >1 mmHg. 
Компјутерска томографија венографија и венографија магнетном резонанцом су неинвазивни алати за процену који дају добру дефиницију компресије ЛБВ и степена захватања других органа. Међутим покушаји да се потврди однос пречника ЛБВ су били неуспешни с обзиром да дилатацију ЛБВ може бити нормална варијанта. Стандардна компјутерска томографија је недовољан за дијагнозу НЦП. Међутим, мултифазна компјутеризована томографска  урографија има способност да открије друге узроке хематурије, као што су тумори бубрега, артериовенске малформације и уротелни тумори. Мултифазна компјутеризована томографска  урографија такође може да покаже одложене нефрограме код пацијената са синдромом орашчића, и може да разјасни просторне односе између крвних судова и скоро увек је потребана пре хируршких интервенција да би се искључили други узроци патолошких налаза.

## Диференцијална дијагноза
Компресија ЛБВ која доводи до болова у слабинама и хематурије може се видети код:
- неоплазми панкреаса,

- параортне лимфоаденопатије,

- ретроперитонеалних маса,

- свеобухватне тестикуларне артерије,

- лордозе,

- смањене ретроперитонеалне и мезентеричне масти,

- превише фибролимфатичног ткива између горње мезентеричне артерије и трбушне аорте.

## Прогноза
Особа која доживљавате знаке или симптоме синдрома орашчића,мора што пре да добије одговарајућу дијагнозу како би са најбољом опцијом лечења могла почети што раније.
Синдром орашчића може оштетити леви бубрег ако се не лечи правовремено и адекватно, јер доводи до смањене функције бубрега, па чак и до отказивања бубрега. Када се то догоди, опасности од синдрома орашчића укључују тешке компликације као што су крвни угрушци, плућна емболија, па чак и смрт.

## Терапија
Лечење синдрома орашчића зависи од тежине симптома и степена компресије леве бубрежне вене. План лечења може укључивати једну или више од следећих метода:

### Посматрање
Ако су симптоми благи и нема доказа о оштећењу бубрега, може се препоручити приступ „чекај и види“. Међутим, редовно праћење и посете могу бити неопходне да би се пратили симптоми или промене у функцији бубрега.
За пацијенте млађе од 18 година најбоља опција је конзервативни приступ са опсервацијом од најмање две године јер ће чак 75% пацијената имати потпуно повлачење хематурије.

### Лекови
Лекови против болова и антиинфламаторни лекови могу помоћи у ублажавању болова и нелагодности повезаних са синдромом орашчића. Такође се могу прописати разређивачи крви да би се спречило стварање крвних угрушака.
Инхибитори ангиотензина могу бити од помоћи у побољшању ортостатске протеинурије код пацијената са синдромом орашчића.

### Ендоваскуларне процедуре
Неки случајеви синдрома орашчића могу захтевати постављање стента, малог уређаја налик на цев, у леву бубрежну вену да би се побољшао проток крви и ублажила спољашња компресија.
Ова минимално инвазивна процедура не захтева дуг боравак у болници због продужено време зарастања.

### Хируршке интервенције
У најтежим случајевима може бити потребна хируршка интервенција, која се заснива на примени неколико хируршких техника, укључујући 
- транспозицију леве бубрежне вене, која укључује померање бубрежне вене на нову локацију да би се ублажила компресија,
- лапароскопску или отворену делимичну нефректомију, која укључује уклањање дела захваћеног бубрега.

До сада  коришћени различити хируршки приступи, укључивали су:
- медијалну нефропексију са ексцизијом бубрежних варикозитета,[11]
- бајпас леве бубрежне вене,[12]

- транспозицију ЛБВ са или без уметања дакрон клина између горње мезентеричне вене и аорте,[13]

- транспозиција горње мезентеричне вене,[14]

- бубрежни  шант,[15]
- аутотрансплантација бубрега,[16]
- гонадокавални бајпас,[17]
- нефректомија за упорну хематурију.[18]